# سایت آزمایش نوادا
سایت آزمایش نوادا (انگلیسی: Nevada Test Site) یا (Nevada National Security Site) سایت آزمایش هسته ای در شهرستان نای، نوادا و در ۱۰۵ کیلومتری شمال غرب شهر لاس وگاس است که در ۱۱ ژوئیه سال ۱۹۵۱ میلادی جهت آزمایش تسلیحات اتمی آمریکا تأسیس شد. این سایت مساحتی در حدود ۳٬۵۰۰ کیلومتر مربع از دشت‌ها و کوه‌های نوادا را شامل می‌شود.